# Liste der Monuments historiques in Vert-Saint-Denis
Die Liste der Monuments historiques in Vert-Saint-Denis führt die Monuments historiques in der französischen Gemeinde Vert-Saint-Denis auf.

## Liste der Bauwerke
| Bezeichnung              | Beschreibung              | Standort | Kennzeichnung | Schutzstatus | Datum | Bild           |
| ------------------------ | ------------------------- | -------- | ------------- | ------------ | ----- | -------------- |
| Kirche St-Pierre-St-Paul | Erbaut im 13. Jahrhundert | (Lage)   | PA00087316    | Inscrit      | 1980  | weitere Bilder |

## Liste der Objekte
Zum Verständnis siehe: Kirchenausstattung
- Monuments historiques (Objekte) in Vert-Saint-Denis in der Base Palissy des französischen Kultusministeriums